# دنیل واینمن
دنیل واینمن (انگلیسی: Daniel Weinman؛ زادهٔ ۳ فوریهٔ ۱۹۸۸) بازیکن پوکر اهل ایالات متحده آمریکا است.

## حرفه کاری
واینمن در سال ۲۰۰۹ با مدرک مهندسی مکانیک از موسسه فناوری جورجیا فارغ التحصیل شد و قبل از شروع حرفه پوکر خود به عنوان مهندس کار می کرد.
واینمن اولین میز نهایی در سری مسابقات جهانی پوکر را در سال ۲۰۱۲ در یک رویداد هولدم حضور پیدا کرد.

در سال ۲۰۱۵، او برنده یک رویداد مدار سری مسابقات جهانی پوکر در چروکی، کارولینای شمالی به مبلغ ۲۸۰.۰۰۰ هزار دلار شد.

## دستبند های مسابقات جهانی پوکر
| سال  | تورنمنت                                        | جایزه ($ دلار) |
| ---- | ---------------------------------------------- | -------------- |
| ۲۰۲۲ | $۱.۰۰۰ پات-لیمیت اوماها                        | ۲۵۵.۳۵۹        |
| ۲۰۲۳ | $۱۰.۰۰۰ رویداد اصلی تورنمنت بدون محدودیت هولدم | ۱۲.۱۰۰.۰۰۰     |